# Hungerford Bridge
Hungerford Bridge and Golden Jubilee Bridges is een spoor- en voetgangersbrug over de Theems in Londen en ligt tussen Waterloo Bridge en Westminster Bridge. De brug is ook bekend als Charing Cross Bridge, naar het spoorwegstation Charing Cross. Het is een smeedijzeren vakwerkbrug met aan beide zijden een voetgangersbrug. Deze tuibruggen, de Golden Jubilee Bridges, zijn gebouwd naast de fundamenten van de spoorbrug.
Albert Bridge · Chelsea Bridge · Grosvenor Bridge · Vauxhall Bridge · Lambeth Bridge · Westminster Bridge · Hungerford Bridge · Waterloo Bridge · Blackfriars Bridge · Blackfriars Railway Bridge · Millennium Bridge · Southwark Bridge · Cannon Street Railway Bridge · London Bridge · Tower Bridge

Zie ook: Lijst van oeververbindingen van de Theems